# Bokomslag

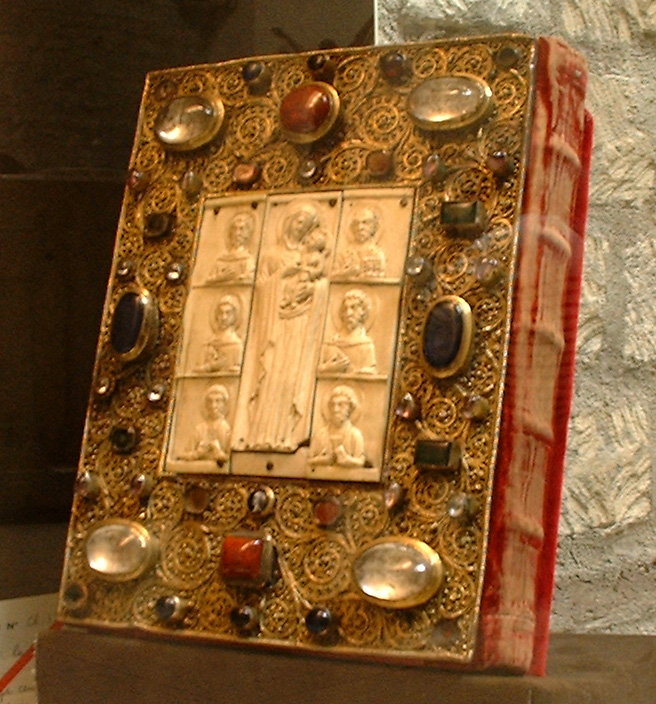
Praktfullt omslag på en bok från medeltiden.

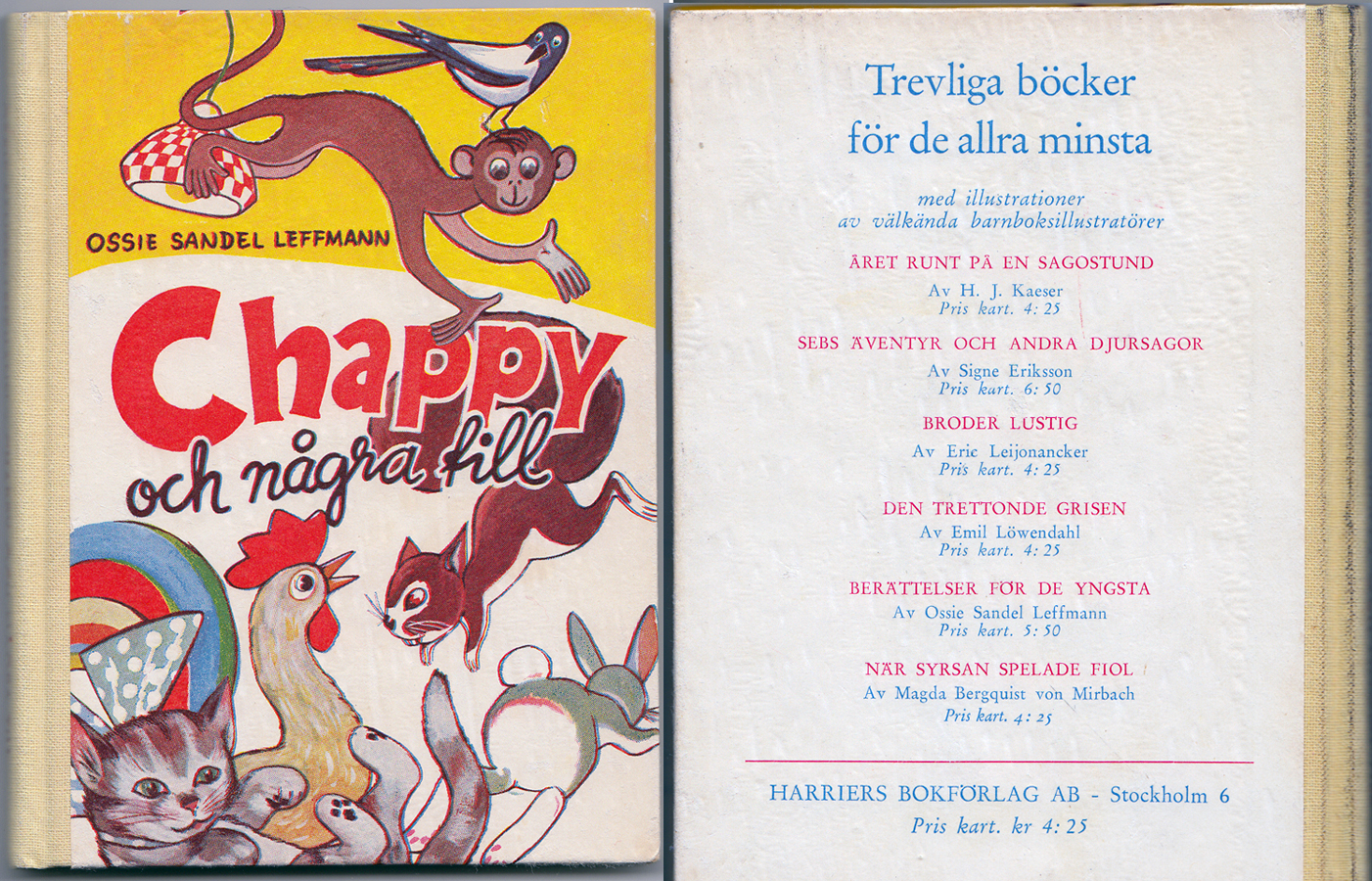
Omslag på en barnbok från Harriers bokförlag 1956.

Omslag kallas det som finns illustrerat på utsidan hos publicerade produkter såsom böcker, tidskrifter, serietidningar, musikalbum med mera. Böcker har ibland ett skyddsomslag som täcker själva omslaget och är lätt att ta av.
Ett bokomslag består vanligtvis av bilder (illustrationer, fotografier eller en kombination av båda) och text. Det uppstod på 1800-talet när böcker började massproduceras. Det har vanligtvis med boktitel och författare och kan också (men inte alltid) ha med en slogan eller ett citat. Bokomslagets design designas vanligtvis av en grafisk formgivare eller bokdesigner, som arbetar internt på ett förlag eller frilansar. Författare kan komma med förslag på designelement för bokomslag (t.ex. en föredragen färg) men kommunicerar sällan direkt med designern.

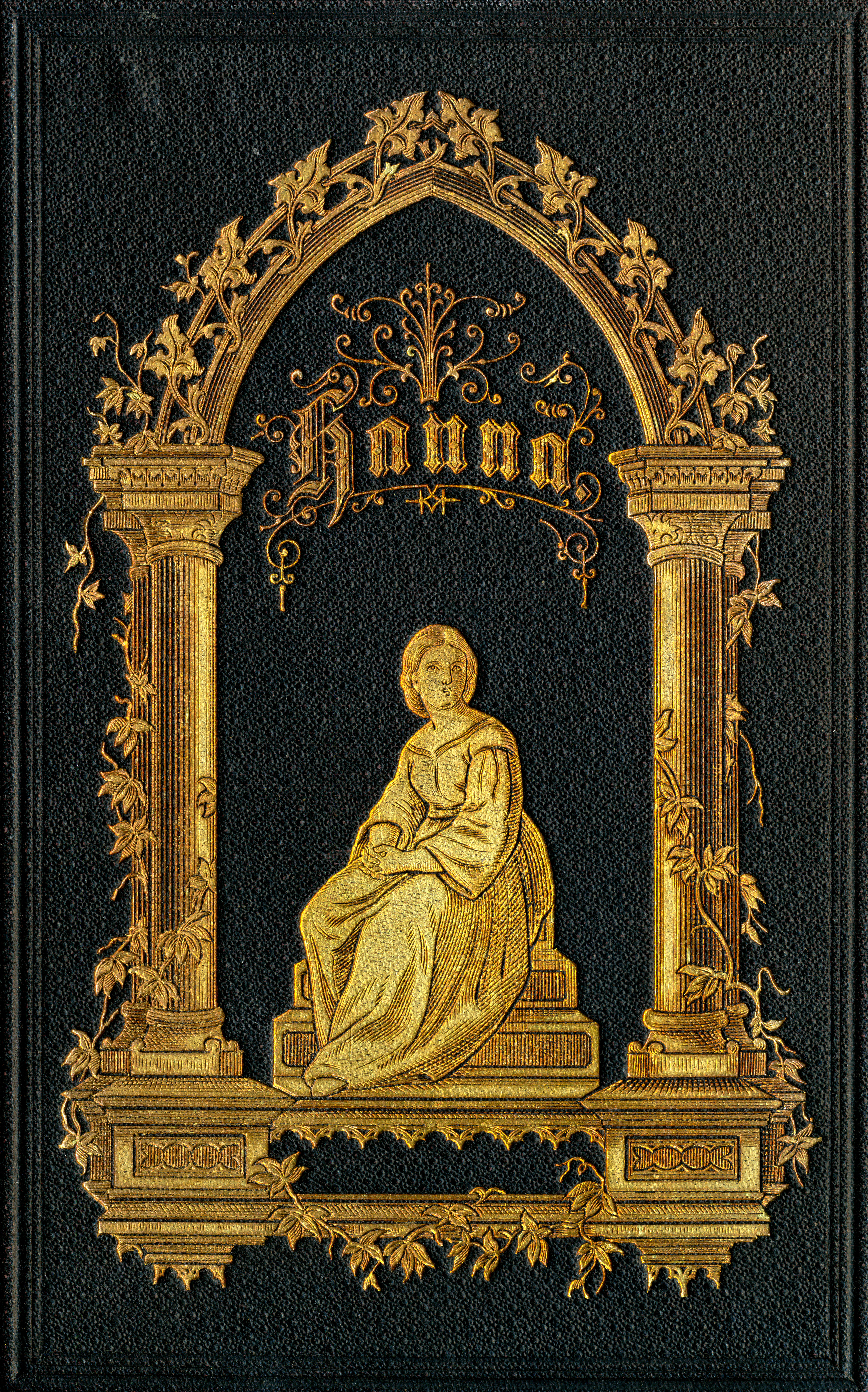
Läderomslag med guldlövsornament på en bok från 1900-talet.

## Historia
Arts and Crafts- och jugendrörelserna vid sekelskiftet stimulerade en modern renässans inom bokomslagsdesign som snart började infiltrera den växande massbokindustrin genom de mer progressiva bokförlagen i Europa, London och New York. Några av de första radikalt moderna omslagsdesignerna producerades i Sovjetunionen under 1920-talet av avantgardister som Alexander Rodtjenko och El Lissitzky. En annan mycket inflytelserik tidig bokomslagsdesigner var Aubrey Beardsley, tack vare hans slående omslag till de fyra första volymerna av Den gula boken (1894–1895).
Under efterkrigstiden har bokomslag blivit oerhört viktiga i takt med att bokbranschen har blivit kommersiellt konkurrenskraftig. Omslag ger nu detaljerade antydningar om bokens stil, genre och ämne, medan många pressar designen till sin gräns i hopp om att locka till sig uppmärksamhet. Bokomslag måste effektivt kommunicera sitt innehåll till den avsedda marknaden, vilket kan uppmuntra till förlitande på stereotypa representationer, som att använda färgen rosa för böcker av eller om kvinnor, eller visa en multietnisk grupp på omslaget till en bok om raslig mångfald..

## Kontaminering av historiska böcker
På 1800-talet användes ofta parisgrönt och liknande arsenikpigment på fram- och bakpärmar, övre kanter, framkanter och nedre kanter, titelsidor, bokdekorationer och i tryckta eller manuella färgläggningar av illustrationer av böcker. Sedan februari 2024 började flera tyska bibliotek blockera allmänhetens tillgång till sitt lager av 1800-talsböcker för att kontrollera graden av förgiftning.